# Norops tropidogaster
Norops tropidogaster este o specie de șopârle din genul Norops, familia Polychrotidae, descrisă de Hallowell 1856. Conform Catalogue of Life specia Norops tropidogaster nu are subspecii cunoscute.